# Doudou Mangni
Doudou Ursul Tanguy Junior Mangni (Roma, 29 marzo 1993) è un calciatore italiano, attaccante svincolato.

## Carriera
Nel 2010 l'Atalanta lo acquista dai dilettanti lecchesi dell'Olginatese, e nei tre anni seguenti gioca nel settore giovanile del club bergamasco. Nella stagione 2013-2014 viene ceduto in prestito al Modena, club di Serie B, con cui fa il suo esordio tra i professionisti, terminando la sua prima stagione con 5 gol in 16 presenze nel campionato di Serie B (più ulteriori 2 presenze nei play-off del campionato cadetto). Gioca nella seconda divisione italiana anche nella stagione 2014-2015, questa volta in prestito al Latina, con cui oltre a giocare 2 partite in Coppa Italia segna 3 reti in 22 presenze nel campionato cadetto.
Nell'estate del 2015 l'Atalanta lo cede in prestito al Şanlıurfaspor, club della seconda divisione turca, con il quale però Mangni non riesce a trovare continuità: dopo 6 presenze (5 in campionato ed una in Coppa di Turchia, competizione nella quale peraltro segna la sua unica rete in Turchia) torna in Italia, all'Ascoli, dove nella seconda metà della stagione gioca 6 partite in Serie B, senza mai segnare; nell'estate del 2016 torna nuovamente all'estero, questa volta in Portogallo, all'Olhanense, con cui gioca 25 partite (23 nella seconda divisione portoghese, una in Coppa del Portogallo ed una nella Coppa di Lega portoghese) e segna 3 reti, tutte in campionato.
Nella stagione 2017-2018 rimane inizialmente all'Atalanta, in Serie A, dove oltre a non scendere mai in campo non viene nemmeno mai convocato per delle partite ufficiali: nel gennaio del 2018 viene quindi ceduto a titolo definitivo al Monopoli, club di Serie C, con il quale milita anche nella stagione 2018-2019.
Nel 2019 l'Atalanta usa il diritto di recompra su Mangni, per poi venderlo a titolo definitivo al Catanzaro. Nella seconda parte della stagione 2019-2020 e nell'intera stagione 2020-2021 viene prestato prima al Gozzano e poi al Lecco, mentre nell'estate del 2021 si trasferisce a titolo definitivo al Gubbio.
L'8 agosto 2022 fa ritorno al Lecco, con cui grazie alla vittoria dei play-off conquista la promozione in Serie B, categoria nella quale nella prima metà della stagione 2023-2024 gioca una partita.
Il 4 gennaio 2024 viene ceduto in prestito all'Alessandria, con cui nella seconda metà della stagione gioca 7 partite nel campionato di Serie C, senza mai segnare; a fine stagione torna al Lecco, nel frattempo a sua volta retrocesso in terza serie.

## Statistiche

### Presenze e reti nei club
Statistiche aggiornate al 29 aprile 2024.
| Stagione        | Squadra         | Campionato      | Campionato | Campionato | Coppe nazionali | Coppe nazionali | Coppe nazionali | Coppe continentali | Coppe continentali | Coppe continentali | Altre coppe | Altre coppe | Altre coppe | Totale | Totale |
| Stagione        | Squadra         | Comp            | Pres       | Reti       | Comp            | Pres            | Reti            | Comp               | Pres               | Reti               | Comp        | Pres        | Reti        | Pres   | Reti   |
| --------------- | --------------- | --------------- | ---------- | ---------- | --------------- | --------------- | --------------- | ------------------ | ------------------ | ------------------ | ----------- | ----------- | ----------- | ------ | ------ |
| 2013-2014       | Modena          | B               | 16+2       | 5          | CI              | 0               | 0               | -                  | -                  | -                  | -           | -           | -           | 18     | 5      |
| 2014-2015       | Latina          | B               | 22         | 3          | CI              | 2               | 0               | -                  | -                  | -                  | -           | -           | -           | 24     | 3      |
| 2015-gen. 2016  | Şanlıurfaspor   | 1L              | 5          | 0          | TK              | 1               | 1               | -                  | -                  | -                  | -           | -           | -           | 6      | 1      |
| gen.-giu. 2016  | Ascoli          | B               | 6          | 0          | CI              | 0               | 0               | -                  | -                  | -                  | -           | -           | -           | 6      | 0      |
| 2016-2017       | Olhanense       | SL              | 23         | 3          | CP+CdL          | 1+1             | 0               | -                  | -                  | -                  | -           | -           | -           | 25     | 3      |
| gen.-giu. 2018  | Monopoli        | C               | 11+1       | 3          | CI+CI-C         | 0+0             | 0               | -                  | -                  | -                  | -           | -           | -           | 12     | 3      |
| 2018-2019       | Monopoli        | C               | 32+2       | 11+1       | CI+CI-C         | 2+1             | 0               | -                  | -                  | -                  | -           | -           | -           | 31     | 12     |
| Totale Monopoli | Totale Monopoli | Totale Monopoli | 37+1       | 14         |                 | 3               | 0               |                    | -                  | -                  |             | -           | -           | 41     | 14     |
| 2019- gen. 2020 | Catanzaro       | C               | 8          | 0          | CI+CI-C         | 1+1             | 0               | -                  | -                  | -                  | -           | -           | -           | 10     | 0      |
| gen.-giu. 2020  | Gozzano         | C               | 3          | 0          | CI-C            | 0               | 0               | -                  | -                  | -                  | -           | -           | -           | 3      | 0      |
| 2020-2021       | Lecco           | C               | 32+1       | 5          | CI              | 0               | 0               | -                  | -                  | -                  | -           | -           | -           | 33     | 5      |
| 2021-2022       | Gubbio          | C               | 29+2       | 4          | CI-C            | 1               | 1               | -                  | -                  | -                  | -           | -           | -           | 32     | 5      |
| 2022-2023       | Lecco           | C               | 29+7       | 3          | CI-C            | 1               | 0               | -                  | -                  | -                  | -           | -           | -           | 37     | 3      |
| 2023-gen. 2024  | Lecco           | B               | 1          | 0          | CI              | 0               | 0               | -                  | -                  | -                  | -           | -           | -           | 1      | 0      |
| Totale Lecco    | Totale Lecco    | Totale Lecco    | 62+8       | 8          |                 | 1               | 0               |                    | -                  | -                  |             | -           | -           | 71     | 8      |
| gen.-giu. 2024  | Alessandria     | C               | 7          | 0          | CI-C            | 0               | 0               | -                  | -                  | -                  | -           | -           | -           | 7      | 0      |
| Totale carriera | Totale carriera | Totale carriera | 210+13     | 37         |                 | 12              | 2               |                    | -                  | -                  |             | -           | -           | 235    | 39     |